# Distretto di Garoe
Garoe è un distretto somalo che prende il nome dalla sua città capoluogo. 
Il suo territorio era rivendicato dalla regione somala del Puntland, nel periodo in cui si era proclamata autonoma dallo stato somalo. 
Esso si trova nella parte superiore del Corno d'Africa e conta in tutto 570.570 abitanti  .